# نرنست ۲۴۷۴۸
سیارک ۲۴۷۴۸ (به انگلیسی: 24748 Nernst، نامگذاری:1992ST13) بیست و چهار هزار و هفتصد و چهل و هشتمین سیارک کشف شده است که در ۲۶ سپتامبر ۱۹۹۲ کشف شد.
قدر مطلق سیارک برابر ۲۵٫۷ است.